# プリキュア プリティストア

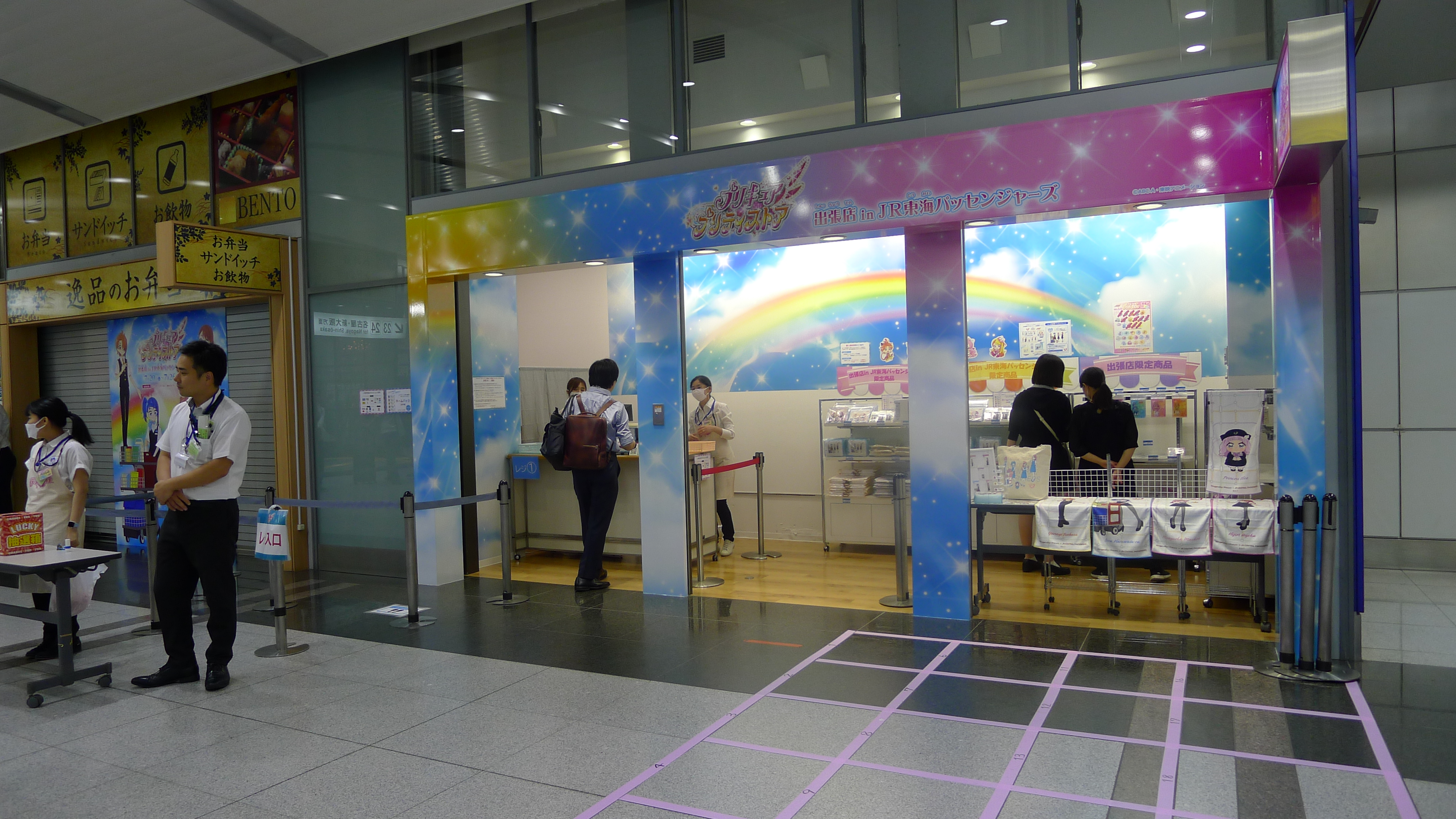
東海道新幹線品川駅に期間限定で開設されたプリティストア

プリキュア プリティストア（Precure Pretty Store）は、東映アニメーション制作のアニメ・『プリキュアシリーズ』のキャラクター商品を販売する公式オフィシャルショップ。

## 概要
2011年7月15日、東京駅構内の東京駅一番街にある東京キャラクターストリートにて初の常設オフィシャルショップとして開店した。通常販売されている商品だけでなく、この店舗オリジナルのグッズの販売、一部通常販売商品の先行販売も行われている。
後述する常設店舗や期間限定店舗はすべて商業施設内に入居しているテナントとして出店しており、東京店のように駅ビル内に出店しているほか、名古屋店はファッションビルのパルコに出店している。さらには期間限定店舗の場合、水族館や映画館、ANN系列局の本社に出店するケースもある。
基本的にオリジナル商品の開発は東映アニメーションが直接手がけ、店舗運営はエイチ・エヌ・アンド・アソシエイツが委託を受けて行っているが、大阪本店に限り朝日放送グループ内で版権・物販業務を行うABCフロンティア（2021年3月まではABCライツビジネス）も店舗運営に関わっている。
一部商品については、東映アニメーションオフィシャルストアや東京キャラクターストリートオンラインプラザ等で通信販売も行われている。
2021年7月の開店10周年にあわせ、同月時点で営業している常設3店舗（大阪・東京・横浜）のマスコットキャラクターとしてオリジナルの「みならい妖精」が制作され、同年9月30日より用いられている。

## 常設店舗
- 大阪本店（2代目）
  - あべのキューズモール（大阪市阿倍野区、2017年2月4日 - ）[5]
    - 常設店舗としては2店目となるが、作品公式ウェブサイトやプリティストアの公式Twitterアカウントでは大阪店が本店と位置づけられている。開店時は地下1階にあったが、2021年4月24日に3階に移転しリニューアルしている。
    - マスコットはプラミ。2月1日生まれ[4]。
- 東京店
  - 東京駅一番街地下1階・東京キャラクターストリート（東京都千代田区、東京駅構内、2011年7月15日 - ）
    - 2014年7月10日に現在の位置に店舗を移転拡大した上で営業、2024年4月7日より店舗の拡張に伴う工事のため当面の間休業し、同年6月27日にリニューアルオープン[6]。なお、工事による休業期間中に代替として同年5月17日から30日までキャラクターストリートK階段下ワゴンに臨時店舗を出店した[7]。
    - 公式Twitterアカウントでは、「東京駅店」の表記も見られる。マスコットはチェリコ。7月15日生まれ[4]。
- 横浜店
  - マルイシティ横浜8階（横浜市西区、横浜駅東口・横浜スカイビル、2019年10月10日 - ）[8]
    - マスコットはユーリン。10月10日生まれ[4]。
- 越谷レイクタウン店
  - イオンレイクタウンmori3階（埼玉県越谷市、2024年2月3日 - ）
    - 過去に期間限定で2021年3月6日 - 5月10日[9]と2022年4月26日 - 5月29日[10]にそれぞれ出張店として運営されたのち、シリーズ20周年記念店舗として2023年2月23日から2024年1月末までの約1年間に渡り営業[11]。その後同年2月3日より常設店舗としてリニューアルした[12]。
- 名古屋店
  - 名古屋パルコ東館地下1階（名古屋市中区、2025年4月11日 - ）
    - 過去に期間限定で2019年3月9日 - 5月6日[13]、2023年9月15日 - 10月9日[14]にオアシス21（東区）、2021年7月17日 - 8月18日[15]、2024年2月下旬[16]よりそれぞれ名古屋パルコ東館地下1階で出張店として運営、その後2025年3月1日から5日まで店舗の移転に伴う改装工事のための休業を経て、当初同年2月終了予定だったパルコの店舗を好評につき同年3月6日から4月4日までの期間限定で東館地下1階から西館地下1階に移転営業、それまで営業していた東館地下1階が再度店舗改装に伴う工事のため翌日5日から10日まで休業し、翌日11日より常設店舗としてリニューアルした[17][18][19]。

### 過去の常設店舗
- 大阪本店（初代）
  - 阪急三番街（大阪市北区、阪急電鉄梅田駅内、2014年2月1日 - 2017年1月15日）[20][21]
    - 初代店舗では店舗面積を活かしたフォトコーナーやプレイエリアが設けられていた。
- 福岡店
  - 福岡パルコ本館増床部7階（福岡市中央区、西鉄福岡駅ビル、2015年3月19日 - 2019年11月30日）[22][23]
- 千葉店
  - ららぽーとTOKYO-BAY北館2階（千葉県船橋市、2019年3月15日 - 2019年11月30日）[24][25][26]

## 期間限定店舗
- キャナルシティオーパ（福岡市博多区、2012年7月6日 - 8月26日）[27]
- 大丸梅田店（大阪市北区、2012年7月25日 - 2013年1月）[27]
- 新宿マルイアネックス（東京都新宿区、2013年9月28日 - 11月21日[28]、2019年10月9日 - 23日[29][30]）
  - これとは別に2017年以降にも新宿マルイアネックスなどマルイの一部店舗でポップアップストアが随時展開されている[31][32][33]。
- ながの東急百貨店長野店（長野県長野市、2014年5月1日 - 7日）
- パセオ（札幌市中央区、JRタワー内、2016年4月13日 - 5月8日）[34]
- あべのキューズモール（2016年10月8日 - 31日）[35]
- 札幌パルコ（札幌市中央区、2017年12月23日 - 2018年1月8日）[36]
- HAPPY MAMA FESTA2018名古屋（2018年2月24日・25日）[37]
- 松本パルコ（長野県松本市、2018年4月20日 - 5月6日[38]、2019年4月26日 - 5月27日[39]）
- プリキュア15周年記念 なぎ♡ほのショップ（東京都渋谷区、Q's spot OMOHARA、2018年4月27日 - 5月27日）[40]
  - 表参道・原宿エリアに期間限定で開業した、なぎさとほのかを中心にしたコンセプトショップ。
- コクーンシティ（さいたま市大宮区、2018年7月7日 - 8月16日[41]、2019年7月20日 - 9月1日[42]、2021年7月17日 - 8月29日[43]）
- 遠鉄百貨店（浜松市中区［現・中央区］、2018年12月12日 - 28日）[44]
- KHBプラザ（仙台市青葉区、2019年2月22日 - 3月26日[45]、2020年2月21日 - 4月5日[46]）
  - 2014年から2018年は毎年春の映画公開時期に東日本放送の企画として、プリティストア限定商品などを扱った期間限定ショップ「KHBプリキュアショップ」をKHBプラザで運営していた[47][48][49]。
- コンセプトショップ ミラクルユニバース店（2019年3月22日 - 4月10日） - 『映画 プリキュアミラクルユニバース』公開記念で開店した、同作品及び『キラキラ☆プリキュアアラモード』『HUGっと!プリキュア』『スター☆トゥインクルプリキュア』のグッズを扱うコンセプトショップ。
  - 池袋P'PARCO（東京都豊島区）
  - なんばマルイ（大阪市中央区）
- 熊本パルコ（熊本市中央区、2019年9月13日 - 9月29日）[50]
- なんばマルイ（大阪市中央区、2019年10月26日 - 11月4日[30]）
- ELM五所川原（青森県五所川原市、2019年11月2日 - 11月4日[30]）
- モレラ岐阜（岐阜県本巣市、2019年11月9日 - 11月11日[30]）
- プリキュア プリティストアmini（2021年7月9日 - 7月28日）- プリティストアの小型店舗となるショップ
  - 心斎橋パルコ（大阪市中央区[51]）
- 高崎オーパ（群馬県高崎市、2021年7月21日 - 8月22日[52]）
- 金沢香林坊（石川県金沢市、2021年8月11日 - 8月24日[53]）
- 新江ノ島水族館（藤沢市片瀬、2021年8月20日 - 9月26日[54]）
- 東海道新幹線品川駅改札内コンコース（東京都港区、2023年7月20日 - 7月26日）
  - 『ひろがるスカイ!プリキュア』をベースとした店舗としてJR東海パッセンジャーズの企画で開店。同時に東海道新幹線の車内販売でも限定グッズの販売を行った[55]。

など。
この他、各種イベント（毎年夏の池袋サンシャインシティでのイベントなど）や、映画公開時期のティ・ジョイなどの東映グループの映画館でもプリティストア限定グッズの販売が行われることもある。2018年7月に開館した東映アニメーションミュージアム内のミュージアムショップでもプリティストア限定商品を取り扱っている。

## その他
井上商事が運営するスイーツパラダイスではプリティストアとのコラボレーションによる飲食店「プリキュア プリティカフェ×SweetsParadise」を展開、2015年7月〜8月の池袋店を皮切りに、名古屋や大阪梅田など、順次全国の店舗でコラボメニューの販売を行っており、2017年には『アラモード』の主題がスイーツであることから作品単独でのコラボレーションカフェも実施されている。2018年10月から2019年1月には映画公開記念で『HUGっと』と『無印』をイメージしたコラボカフェ「プリキュアカフェ 〜チアフルダイナー〜」が東京・大阪・仙台・越谷の4都市で順次開催されている。
2023年にはテレビアニメ『クレヨンしんちゃん』に登場する主人公・野原しんのすけがCMに登場。プリキュア公式YouTubeチャンネルにて同年2月20日まで公開された。